# Camponotus gouldi
Camponotus gouldi är en myrart som beskrevs av Auguste-Henri Forel 1886. Camponotus gouldi ingår i släktet hästmyror, och familjen myror. Inga underarter finns listade.

## Bildgalleri

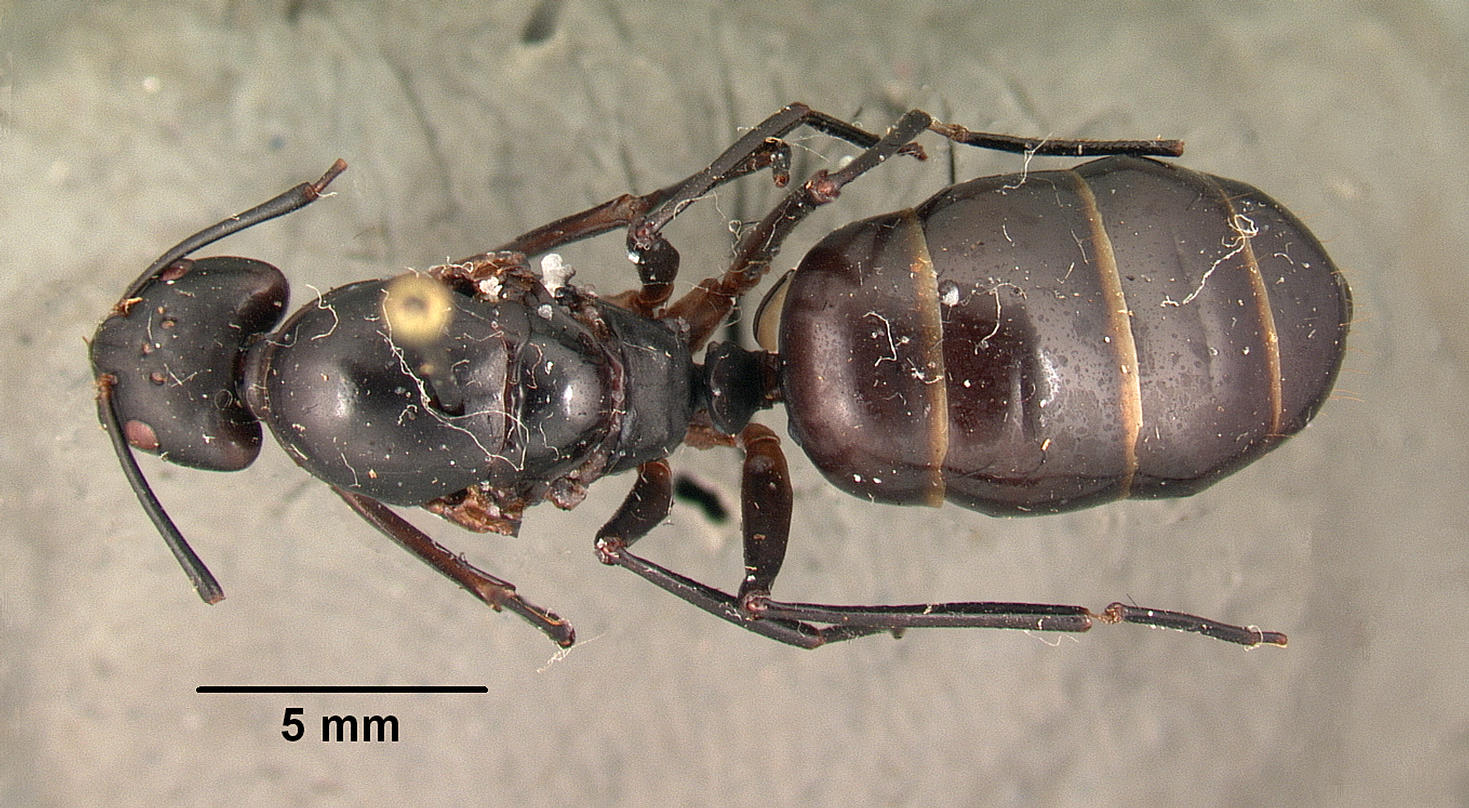
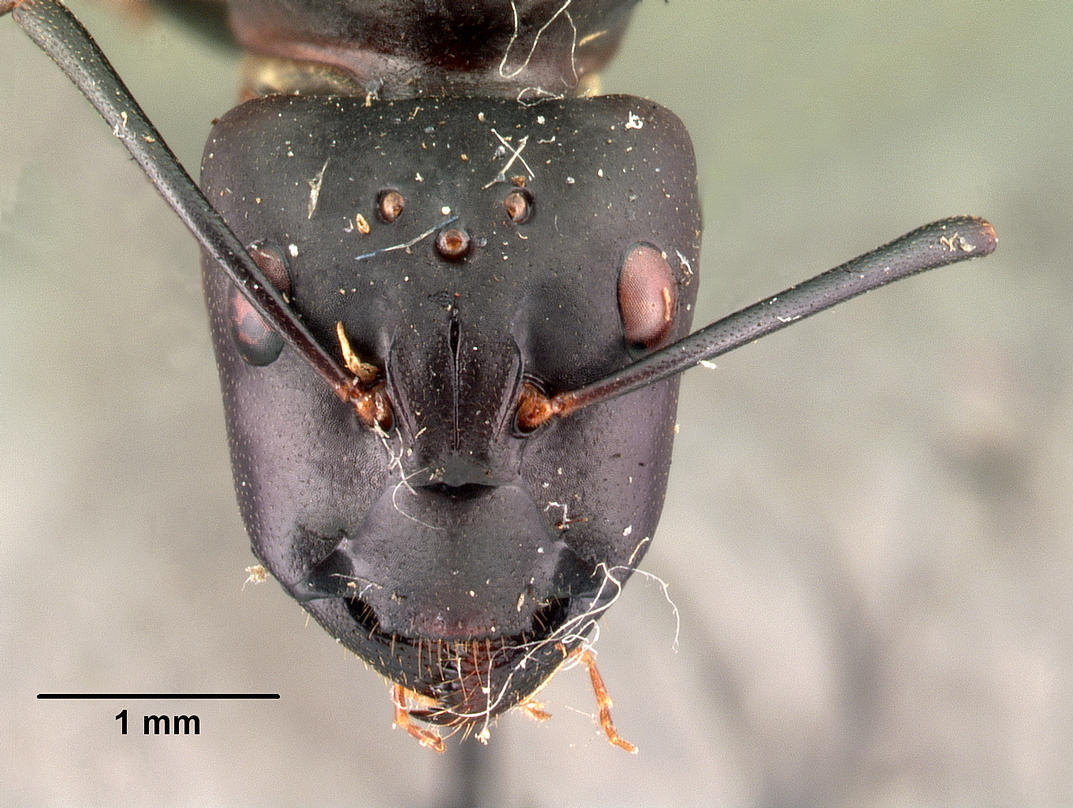
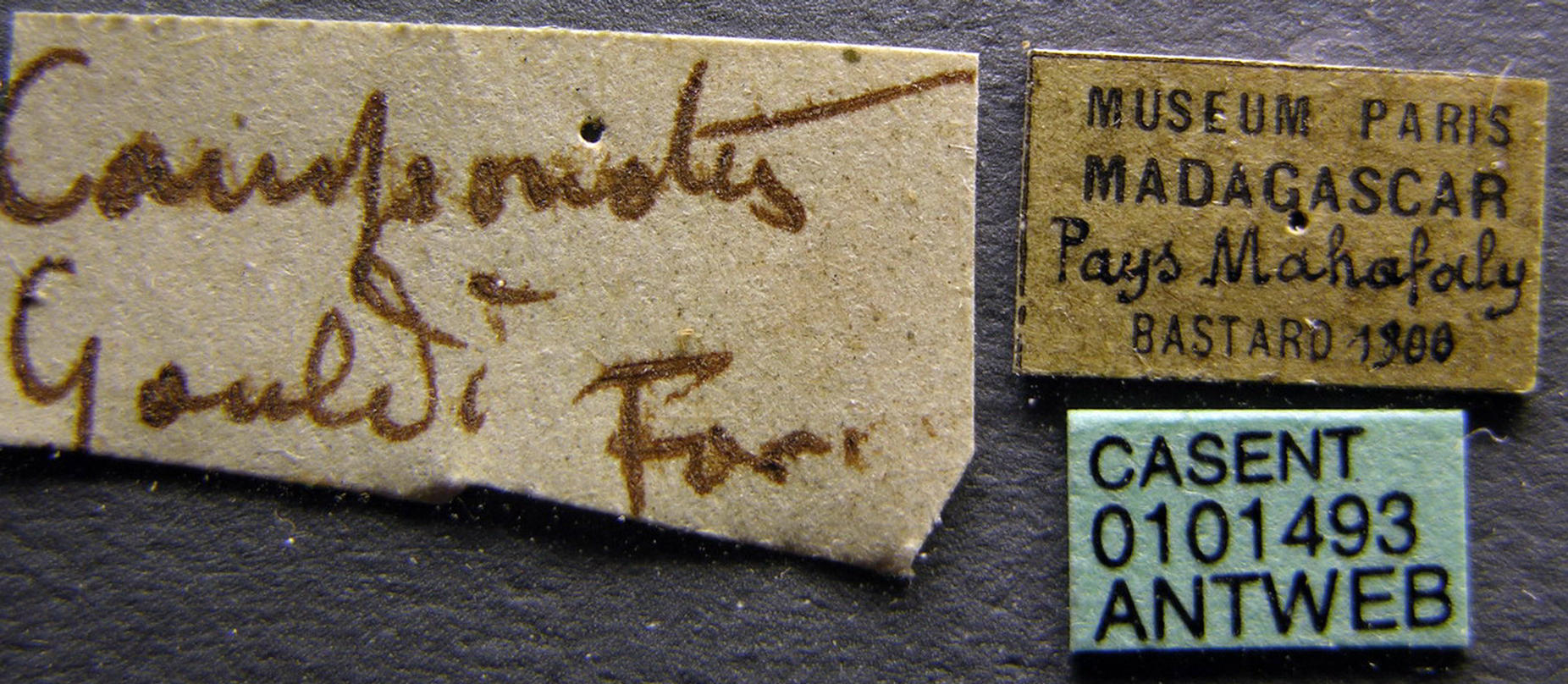
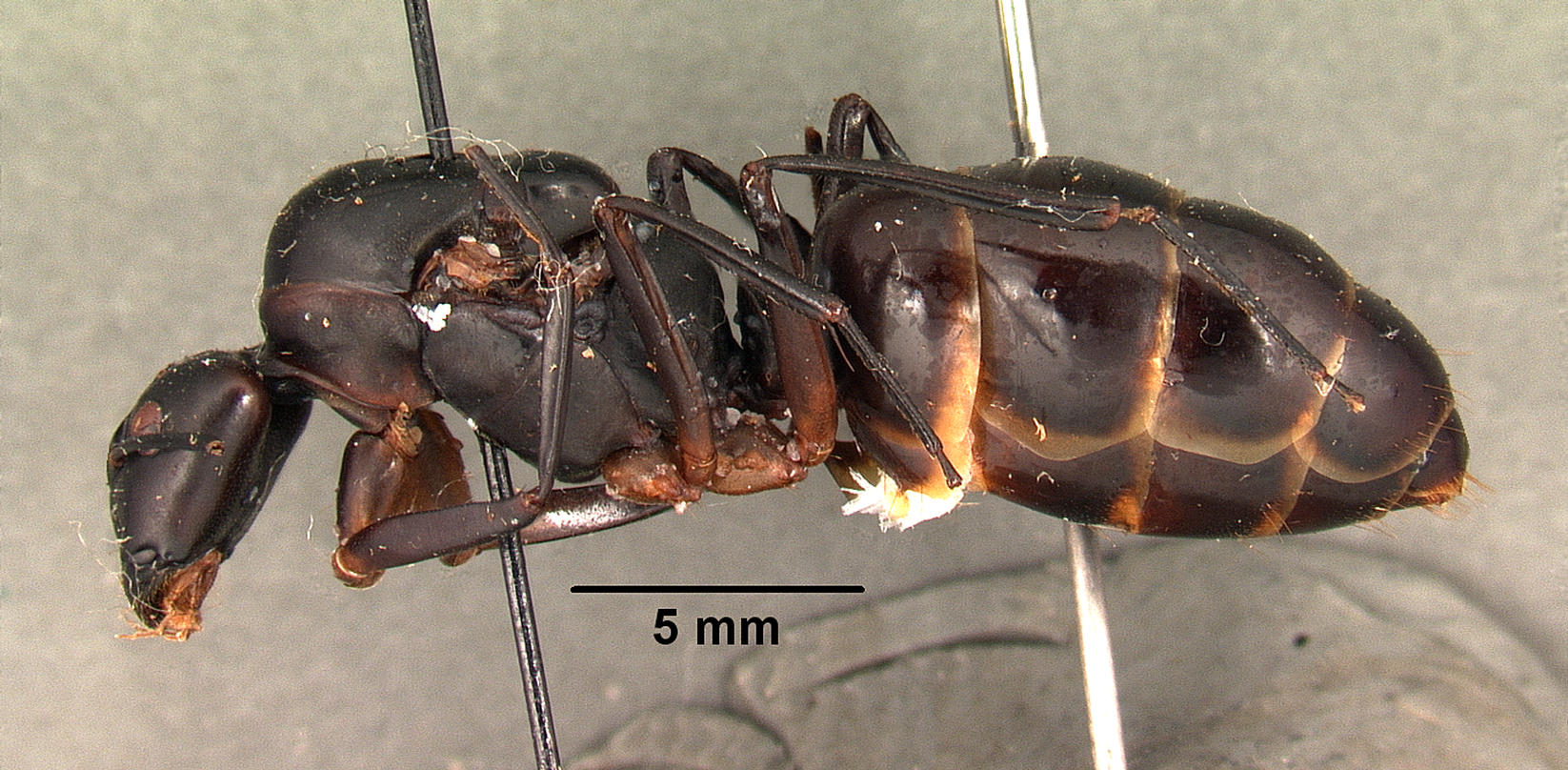
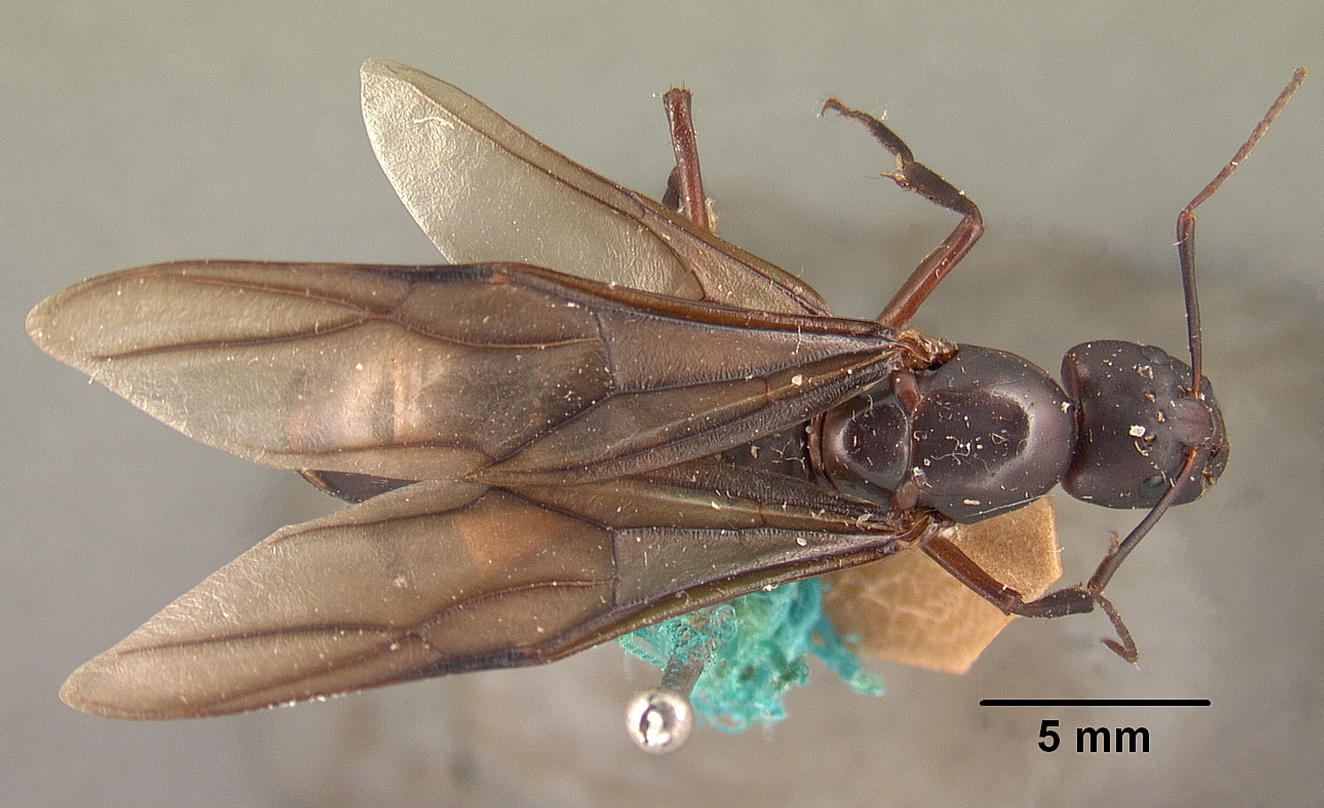
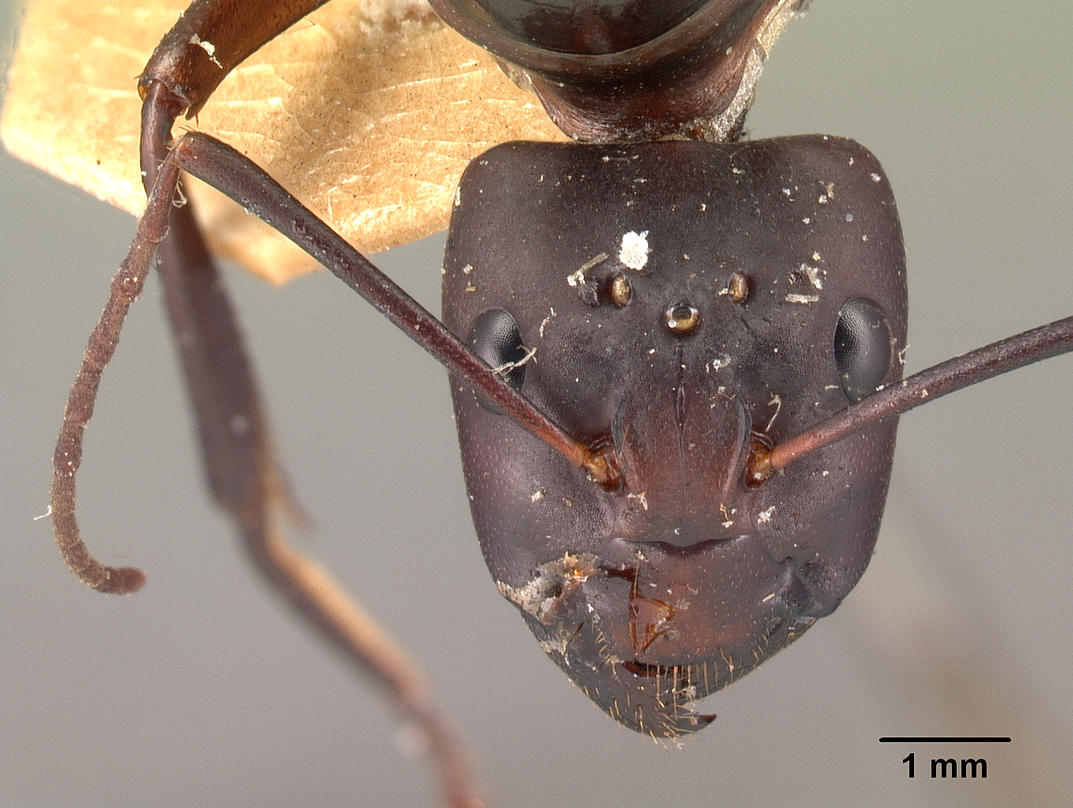